# رذل (فیلم ۱۹۲۵)
رذل (انگلیسی: The Blackguard) یک فیلم در ژانر درام و صامت به کارگردانی گراهام کاتز و دستیاری آلفرد هیچکاک است که در سال ۱۹۲۵ منتشر شد.

## بازیگران
برخی از بازیگران این فیلم عبارتند از:
- والتر ریلا
- برنهارد گوتزکه
- فریتس آلبرتی
- رزا والتی
- لونی نست
- الکساندر مورسکی
- جین نواک